# ویکتوری موتورسایکلز
ویکتوری موتورسایکلز (انگلیسی: Victory Motorcycles) شرکت موتورسیکلت‌سازی آمریکایی است، که در سال ۱۹۹۷ تأسیس شد.